# Золотий кубок КОНКАКАФ 2019
Золотий кубок КОНКАКАФ 2019 (англ. 2019 CONCACAF Gold Cup) — 25-й розіграш чемпіонату КОНКАКАФ (15-й розіграш під найменуванням Золотий кубок КОНКАКАФ), організований КОНКАКАФ, що відбувався з 15 червня по 7 липня 2019 року.
Турнір здебільшого проходив у США в 14 містах. Також по два матчі групового етапу проходили у Коста-Риці та на Ямайці. Формат турніру був змінений: замість 12 учасників, які були розбиті на три групи по чотири країни, 2018 року було оголошено, що на турнірі зіграють 16 команд, поділених на 4 групи по 4 команди. До чвертьфіналів проходять по дві найкращі команди з кожної групи.
Володарем Золотого кубку ввосьме стала збірна Мексики, яка у фіналі з рахунком 1:0 обіграла господарів, збірну США.

## Кваліфікація
Окрім зміни формату фінальної частини, такою була змінена і система кваліфікації. Вона перестала бути розділеною на Центральноамериканську і Карибську зони. Серед 16 команд, шість кваліфікувалися безпосередньо після виходу до П'ятого раунду кваліфікації КОНКАКАФ на чемпіонат світу 2018 року, а інші 10 команд пройшли кваліфікацію через Лігу націй КОНКАКАФ.
В результаті відбору Бермуди та Гаяна дебютували на Золотому кубку КОНКАКАФ.
| Збірна                                 | Кваліфікація | Дата кваліфікації | Участей на Золотому кубку (+ Чемпіонат націй КОНКАКАФ) | Остання участь | Найкращий результат (+ Чемпіонат націй КОНКАКАФ)                                | Рейтинг ФІФА на старт турніру | Рейтинг КОНКАКАФ на старт турніру |
| -------------------------------------- | ------------ | ----------------- | ------------------------------------------------------ | -------------- | ------------------------------------------------------------------------------- | ----------------------------- | --------------------------------- |
| Мексика                                | ЧС 1 місце   | 7 березня 2018    | 15 (23)                                                | 2017           | Чемпіони (1993, 1996, 1998, 2003, 2009, 2011, 2015) Чемпіони (1965, 1971, 1977) | 18                            | 1                                 |
| Коста-Рика (співгосподарі)             | ЧС 2 місце   | 7 березня 2018    | 14 (20)                                                | 2017           | Віце-чемпіони (2002) Чемпіони (1963, 1969, 1989)                                | 39                            | 3                                 |
| Панама                                 | ЧС 3 місце   | 7 березня 2018    | 9 (10)                                                 | 2017           | Віце-чемпіони (2005, 2013)                                                      | 75                            | 5                                 |
| Гондурас                               | ЧС 4 місце   | 7 березня 2018    | 14 (20)                                                | 2017           | Віце-чемпіони (1991) Чемпіони (1981)                                            | 61                            | 4                                 |
| США · (діючі чемпіони & співгосподарі) | ЧС 5 місце   | 7 березня 2018    | 15 (17)                                                | 2017           | Чемпіони (1991, 2002, 2005, 2007, 2013, 2017) Віце-чемпіони (1989)              | 30                            | 2                                 |
| Тринідад і Тобаго                      | ЧС 6 місце   | 7 березня 2018    | 10 (16)                                                | 2015           | Півфінал (2000) Віце-чемпіони (1973)                                            | 92                            | 11                                |
| Гаїті                                  | ЛН 1 місце   | 24 березня 2019   | 7 (14)                                                 | 2015           | Чвертьфінал (2002, 2009) Чемпіони (1973)                                        | 101                           | 10                                |
| Канада                                 | ЛН 2 місце   | 24 березня 2019   | 14 (17)                                                | 2017           | Чемпіони (2000) Чемпіони (1985)                                                 | 78                            | 6                                 |
| Мартиніка                              | ЛН 3 місце   | 23 березня 2019   | 6 (6)                                                  | 2017           | Чвертьфінал (2002)                                                              | —                             | 12                                |
| Кюрасао                                | ЛН 4 місце   | 23 березня 2019   | 2 (6)                                                  | 2017           | Груповий етап (2017) 3-тє місце (1963, 1969)                                    | 79                            | 15                                |
| Бермудські Острови                     | ЛН 5 місце   | 24 березня 2019   | 1 (1)                                                  | —              | Дебют                                                                           | 174                           | 20                                |
| Куба                                   | ЛН 6 місце   | 24 березня 2019   | 9 (11)                                                 | 2015           | Чвертьфінал (2003, 2013, 2015) 4-те місце (1971)                                | 175                           | 13                                |
| Гаяна                                  | ЛН 7 місце   | 23 березня 2019   | 1 (1)                                                  | —              | Дебют                                                                           | 177                           | 22                                |
| Ямайка (співгосподарі)                 | ЛН 8 місце   | 23 березня 2019   | 11 (13)                                                | 2017           | Віце-чемпіони (2015, 2017)                                                      | 54                            | 7                                 |
| Нікарагуа                              | ЛН 9 місце   | 24 березня 2019   | 3 (5)                                                  | 2017           | Груповий етап (2009, 2017) 6-те місце (1967)                                    | 129                           | 14                                |
| Сальвадор                              | ЛН 10 місце  | 24 березня 2019   | 11 (17)                                                | 2017           | Чвертьфінал (2002, 2003, 2011, 2013, 2017) Віце-чемпіони (1963, 1981)           | 69                            | 9                                 |

1. ↑  ЧС — кваліфікувались через відбір на чемпіонат світу 2018 року, ЛН — кваліфікувались через відбір на Лігу націй КОНКАКАФ.
2. ↑  Жирним позначені роки, в яких країна була господарем змагання.
3. ↑  Були підтверджені як учасник турніру 7 березня 2018, але кваліфікувались до п'ятого раунду кваліфікації чемпіонату світу 29 березня 2016 року.
4. 1 2 3  Були підтверджені як учасник турніру 7 березня 2018, але кваліфікувались до п'ятого раунду кваліфікації чемпіонату світу 2 вересня 2016 року.
5. 1 2  Були підтверджені як учасник турніру 7 березня 2018, але кваліфікувались до п'ятого раунду кваліфікації чемпіонату світу 6 вересня 2016 року.
6. ↑  Мартиніка не є членом ФІФА, і тому не має Рейтингу ФІФА.

## Стадіони
У травні 2018 року КОНКАКАФ підтвердив, що матчі будуть проводитися в Центральній Америці і Карибському басейні на додаток до Сполучених Штатів. Це був перший розіграш, коли Золотий кубок проводився в Карибському басейні, всі попередні матчі відбулися в США, Мексиці або Канаді.

### США
У травні 2018 року КОНКАКАФ оголосив про 15 місць у Сполучених Штатах, де пройдуть матчі. «Солджер-філд» у Чикаго був оголошений 27 вересня 2018 року як місце проведення фіналу.
| Пасадена (Los Angeles area) | Денвер | Х'юстон | Х'юстон |
| --------------------------- | --- | --- | --- |
| Роуз Боул                   | Бронкос Стедіум | NRG-Стедіум | BBVA Стедіум |
| Місткість: 90,888           | Місткість: 76,125 | Місткість: 71,795 | Місткість: 22,039 |
|                             | | | |
| Шарлотт                     | Сент-Пол Лос-Анджелес Глендейл Філадельфія Шарлотт Фриско Клівленд Канзас-Сіті Денвер Нашвілл Х'юстон Пасадена Чикаго Гаррісон | Сент-Пол Лос-Анджелес Глендейл Філадельфія Шарлотт Фриско Клівленд Канзас-Сіті Денвер Нашвілл Х'юстон Пасадена Чикаго Гаррісон | Сент-Пол Лос-Анджелес Глендейл Філадельфія Шарлотт Фриско Клівленд Канзас-Сіті Денвер Нашвілл Х'юстон Пасадена Чикаго Гаррісон |
| Бенк оф Америка Стедіум     | Сент-Пол Лос-Анджелес Глендейл Філадельфія Шарлотт Фриско Клівленд Канзас-Сіті Денвер Нашвілл Х'юстон Пасадена Чикаго Гаррісон | Сент-Пол Лос-Анджелес Глендейл Філадельфія Шарлотт Фриско Клівленд Канзас-Сіті Денвер Нашвілл Х'юстон Пасадена Чикаго Гаррісон | Сент-Пол Лос-Анджелес Глендейл Філадельфія Шарлотт Фриско Клівленд Канзас-Сіті Денвер Нашвілл Х'юстон Пасадена Чикаго Гаррісон |
| Місткість: 75,525           | Сент-Пол Лос-Анджелес Глендейл Філадельфія Шарлотт Фриско Клівленд Канзас-Сіті Денвер Нашвілл Х'юстон Пасадена Чикаго Гаррісон | Сент-Пол Лос-Анджелес Глендейл Філадельфія Шарлотт Фриско Клівленд Канзас-Сіті Денвер Нашвілл Х'юстон Пасадена Чикаго Гаррісон | Сент-Пол Лос-Анджелес Глендейл Філадельфія Шарлотт Фриско Клівленд Канзас-Сіті Денвер Нашвілл Х'юстон Пасадена Чикаго Гаррісон |
|                             | Сент-Пол Лос-Анджелес Глендейл Філадельфія Шарлотт Фриско Клівленд Канзас-Сіті Денвер Нашвілл Х'юстон Пасадена Чикаго Гаррісон | Сент-Пол Лос-Анджелес Глендейл Філадельфія Шарлотт Фриско Клівленд Канзас-Сіті Денвер Нашвілл Х'юстон Пасадена Чикаго Гаррісон | Сент-Пол Лос-Анджелес Глендейл Філадельфія Шарлотт Фриско Клівленд Канзас-Сіті Денвер Нашвілл Х'юстон Пасадена Чикаго Гаррісон |
| Філадельфія                 | Сент-Пол Лос-Анджелес Глендейл Філадельфія Шарлотт Фриско Клівленд Канзас-Сіті Денвер Нашвілл Х'юстон Пасадена Чикаго Гаррісон | Сент-Пол Лос-Анджелес Глендейл Філадельфія Шарлотт Фриско Клівленд Канзас-Сіті Денвер Нашвілл Х'юстон Пасадена Чикаго Гаррісон | Сент-Пол Лос-Анджелес Глендейл Філадельфія Шарлотт Фриско Клівленд Канзас-Сіті Денвер Нашвілл Х'юстон Пасадена Чикаго Гаррісон |
| Лінкольн Файненшл філд      | Сент-Пол Лос-Анджелес Глендейл Філадельфія Шарлотт Фриско Клівленд Канзас-Сіті Денвер Нашвілл Х'юстон Пасадена Чикаго Гаррісон | Сент-Пол Лос-Анджелес Глендейл Філадельфія Шарлотт Фриско Клівленд Канзас-Сіті Денвер Нашвілл Х'юстон Пасадена Чикаго Гаррісон | Сент-Пол Лос-Анджелес Глендейл Філадельфія Шарлотт Фриско Клівленд Канзас-Сіті Денвер Нашвілл Х'юстон Пасадена Чикаго Гаррісон |
| Місткість: 69,176           | Сент-Пол Лос-Анджелес Глендейл Філадельфія Шарлотт Фриско Клівленд Канзас-Сіті Денвер Нашвілл Х'юстон Пасадена Чикаго Гаррісон | Сент-Пол Лос-Анджелес Глендейл Філадельфія Шарлотт Фриско Клівленд Канзас-Сіті Денвер Нашвілл Х'юстон Пасадена Чикаго Гаррісон | Сент-Пол Лос-Анджелес Глендейл Філадельфія Шарлотт Фриско Клівленд Канзас-Сіті Денвер Нашвілл Х'юстон Пасадена Чикаго Гаррісон |
|                             | Сент-Пол Лос-Анджелес Глендейл Філадельфія Шарлотт Фриско Клівленд Канзас-Сіті Денвер Нашвілл Х'юстон Пасадена Чикаго Гаррісон | Сент-Пол Лос-Анджелес Глендейл Філадельфія Шарлотт Фриско Клівленд Канзас-Сіті Денвер Нашвілл Х'юстон Пасадена Чикаго Гаррісон | Сент-Пол Лос-Анджелес Глендейл Філадельфія Шарлотт Фриско Клівленд Канзас-Сіті Денвер Нашвілл Х'юстон Пасадена Чикаго Гаррісон |
| Нашвілл                     | Сент-Пол Лос-Анджелес Глендейл Філадельфія Шарлотт Фриско Клівленд Канзас-Сіті Денвер Нашвілл Х'юстон Пасадена Чикаго Гаррісон | Сент-Пол Лос-Анджелес Глендейл Філадельфія Шарлотт Фриско Клівленд Канзас-Сіті Денвер Нашвілл Х'юстон Пасадена Чикаго Гаррісон | Сент-Пол Лос-Анджелес Глендейл Філадельфія Шарлотт Фриско Клівленд Канзас-Сіті Денвер Нашвілл Х'юстон Пасадена Чикаго Гаррісон |
| Nissan Стедіум              | Сент-Пол Лос-Анджелес Глендейл Філадельфія Шарлотт Фриско Клівленд Канзас-Сіті Денвер Нашвілл Х'юстон Пасадена Чикаго Гаррісон | Сент-Пол Лос-Анджелес Глендейл Філадельфія Шарлотт Фриско Клівленд Канзас-Сіті Денвер Нашвілл Х'юстон Пасадена Чикаго Гаррісон | Сент-Пол Лос-Анджелес Глендейл Філадельфія Шарлотт Фриско Клівленд Канзас-Сіті Денвер Нашвілл Х'юстон Пасадена Чикаго Гаррісон |
| Місткість: 69,143           | Сент-Пол Лос-Анджелес Глендейл Філадельфія Шарлотт Фриско Клівленд Канзас-Сіті Денвер Нашвілл Х'юстон Пасадена Чикаго Гаррісон | Сент-Пол Лос-Анджелес Глендейл Філадельфія Шарлотт Фриско Клівленд Канзас-Сіті Денвер Нашвілл Х'юстон Пасадена Чикаго Гаррісон | Сент-Пол Лос-Анджелес Глендейл Філадельфія Шарлотт Фриско Клівленд Канзас-Сіті Денвер Нашвілл Х'юстон Пасадена Чикаго Гаррісон |
|                             | Сент-Пол Лос-Анджелес Глендейл Філадельфія Шарлотт Фриско Клівленд Канзас-Сіті Денвер Нашвілл Х'юстон Пасадена Чикаго Гаррісон | Сент-Пол Лос-Анджелес Глендейл Філадельфія Шарлотт Фриско Клівленд Канзас-Сіті Денвер Нашвілл Х'юстон Пасадена Чикаго Гаррісон | Сент-Пол Лос-Анджелес Глендейл Філадельфія Шарлотт Фриско Клівленд Канзас-Сіті Денвер Нашвілл Х'юстон Пасадена Чикаго Гаррісон |
| Клівленд                    | Глендейл (Фінікс) | Чикаго | Гаррісон (Нью-Йорк) |
| Фьост Енерджі Стедіум       | Стейт Фарм Стедіум | Солджер-філд | Ред Булл Арена |
| Місткість: 67,895           | Місткість: 63,400 | Місткість: 61,500 | Місткість: 25,000 |
|                             | | | |
| Лос-Анджелес                | Фриско (Даллас — Форт-Верт area)                                                                                               | Сент-Пол (Міннеаполіс — Сент-Пол area)                                                                                         | Канзас-Сіті (Kansas City area)                                                                                                 |
| Бенк оф Каліфорнія Стедіум  | Тойота Стедіум | Альянц Філд | Чілдренс Мерсі Парк |
| Місткість: 22,000           | Місткість: 20,500 | Місткість: 19,400 | Місткість: 18,467 |
|                             | | | |

### Коста-Рика
26 листопада 2018 року КОНКАКАФ оголосив, що Коста-Рика прийме два перші матчі Групи B і пройдуть на Національному стадіоні Коста-Рики в San José.
| Сан-Хосе | Сан-Хосе                        |
| Сан-Хосе | Національний стадіон Коста-Рики |
| Сан-Хосе | Місткість: 35,175               |
| Сан-Хосе |                                 |

### Ямайка
2 квітня 2019 року КОНКАКАФ оголосив, що Ямайка прийме два перші матчі Групи С і пройдуть на Індепенденс Парк у Кінгстоні.
| Кінгстон | Кінгстон          |
| Кінгстон | Індепенденс Парк  |
| Кінгстон | Місткість: 35,000 |
| Кінгстон |                   |

## Жеребкування
31 серпня 2018 року КОНКАКАФ оголосив, що перші чотири команди Рейтингу КОНКАКАФ у вересні 2018 року будуть сіяними і потраплять до різних груп
| М | Збірна     | Очки  |
| - | ---------- | ----- |
| 1 | Мексика    | 2,042 |
| 2 | США        | 1,872 |
| 3 | Коста-Рика | 1,798 |
| 4 | Гондурас   | 1,632 |

Жеребкування пройшло 10 квітня 2019 року о 18:00 EDT (15:00 за місцевим часом, PDT), у Лос-Анджелесі, США.

## Склади
16 національних команд, що беруть участь в турнірі, мали зареєструвати заявку з 23 гравців, троє з яких — воротарі.

## Арбітри
Список арбітрів турніру було оголошено 15 травня 2019 року.
Головні арбітри
- Хуан Габріель Кальдерон
- Хенрі Бехарано
- Ядель Мартінес
- Маріо Ескобар
- Вальтер Лопес
- Саїд Мартінес
- Данеон Парчмент
- Адонай Ескобедо
- Фернандо Герреро
- Марко Ортіс
- Джон Пітті
- Абдулрахман Аль-Джассім
- Іван Бартон
- Хаїр Марруфо
- Армандо Вільярреаль
- Ісмаїл Ельфат

Асистенти арбітрів
- Майкл Барвеген
- Кедлі Пауелл
- Хуан Карлос Мора
- Вільям Арріета
- Хелпіс Феліс
- Герсон Лопес
- Умберто Панхох
- Крістіан Рамірес
- Вальтер Лопес
- Ніколас Андерсон
- Альберто Морін
- Мігель Ернандес
- Анрі Пупіро
- Талеб Аль-Маррі
- Сауд Аль-Макале
- Хуан Франсіско Зумба
- Давід Моран
- Закарі Зегелар
- Калеб Вельс
- Френк Андерсон
- Ієн Андерсон
- Корі Паркер
- Кайл Аткінс

Targeted advanced referee program (TARP)
- Кейлор Еррера
- Ренді Енкарнасьйон
- Реао Радікс
- Ошане Нейшн
- Дієго Монтаньйо
- Олівер Вергара
- Хосе Келліс
- Хосе Торрес

## Груповий етап
Дата матчів була оголошена 9 жовтня 2018 року. але вже 12 жовтня були внесені зміни в матчі чвертьфіналів Дві кращі команди з кожної групи виходили в чвертьфіналі.
Час початку матчу поданий EDT (UTC−4). Якщо місце проведення знаходиться в іншому часовому поясі, місцевий час також вказано.

### Регламент
Рейтинг команд на груповому етапі визначався наступним чином:
1. Очки, отримані в усіх матчах (три очки за перемогу, одне за нічию, нуль за поразку);
2. Різниця м'ячів у всіх матчах;
3. Кількість забитих голів у всіх матчах;
4. Очки, отримані в матчах між командами;
5. Різниця м'ячів у матчах між командами;
6. Кількість забитих голів у матчах між командами;
7. Очки Fair play у всіх матчах (лише один пункт може бути застосований до гравця в одному матчі):
Жовта картка: -1 бал;
Непряма червона картка (друга жовта картка): -3 бали;
Пряма червона картка: -4 бали;
Жовта картка та пряма червона картка: -5 балів;
8. Жеребкування.

### Група A
| Поз | Команда   | І | В | Н | П | ГЗ | ГП | РГ  | О | Кваліфікація    |
| --- | --------- | - | - | - | - | -- | -- | --- | - | --------------- |
| 1   | Мексика   | 3 | 3 | 0 | 0 | 13 | 3  | +10 | 9 | Вихід в плей-оф |
| 2   | Канада    | 3 | 2 | 0 | 1 | 12 | 3  | +9  | 6 | Вихід в плей-оф |
| 3   | Мартиніка | 3 | 1 | 0 | 2 | 5  | 7  | −2  | 3 |                 |
| 4   | Куба      | 3 | 0 | 0 | 3 | 0  | 17 | −17 | 0 |                 |

### Група B
| Поз | Команда            | І | В | Н | П | ГЗ | ГП | РГ | О | Кваліфікація    |
| --- | ------------------ | - | - | - | - | -- | -- | -- | - | --------------- |
| 1   | Гаїті              | 3 | 3 | 0 | 0 | 6  | 2  | +4 | 9 | Вихід в плей-оф |
| 2   | Коста-Рика (H)     | 3 | 2 | 0 | 1 | 7  | 3  | +4 | 6 | Вихід в плей-оф |
| 3   | Бермудські Острови | 3 | 1 | 0 | 2 | 4  | 4  | 0  | 3 |                 |
| 4   | Нікарагуа          | 3 | 0 | 0 | 3 | 0  | 8  | −8 | 0 |                 |

### Група C
| Поз | Команда    | І | В | Н | П | ГЗ | ГП | РГ | О | Кваліфікація    |
| --- | ---------- | - | - | - | - | -- | -- | -- | - | --------------- |
| 1   | Ямайка (H) | 3 | 1 | 2 | 0 | 4  | 3  | +1 | 5 | Вихід в плей-оф |
| 2   | Кюрасао    | 3 | 1 | 1 | 1 | 2  | 2  | 0  | 4 | Вихід в плей-оф |
| 3   | Сальвадор  | 3 | 1 | 1 | 1 | 1  | 4  | −3 | 4 |                 |
| 4   | Гондурас   | 3 | 1 | 0 | 2 | 6  | 4  | +2 | 3 |                 |

### Група D
| Поз | Команда           | І | В | Н | П | ГЗ | ГП | РГ  | О | Кваліфікація    |
| --- | ----------------- | - | - | - | - | -- | -- | --- | - | --------------- |
| 1   | США (H)           | 3 | 3 | 0 | 0 | 11 | 0  | +11 | 9 | Вихід в плей-оф |
| 2   | Панама            | 3 | 2 | 0 | 1 | 6  | 3  | +3  | 6 | Вихід в плей-оф |
| 3   | Гаяна             | 3 | 0 | 1 | 2 | 3  | 9  | −6  | 1 |                 |
| 4   | Тринідад і Тобаго | 3 | 0 | 1 | 2 | 1  | 9  | −8  | 1 |                 |

## Плей-оф
В матчах плей-оф за рівного рахунку після основного часу призначається Додатковий час, під час якого дозволена четверта заміна для кожної команди. Якщо після закінчення додаткового часу все ще рахунок рівний, то призначаються післяматчеві пенальті.
|  | Чвертьфінали                       | Чвертьфінали             |                              |       | Півфінали | Півфінали |  |  | Фінал | Фінал |
|  |                                    |                          |                              |       |           |           |  |  |       |       |
|  | 29 червня – NRG-Стедіум            |                          |                              |       |           |           |  |  |       |       |
|  |                                    |                          |                              |       |           |           |  |  |       |       |
|  | Гаїті                              | 3                        |                              |       |           |           |  |  |       |       |
|  | Гаїті                              | 3                        | 2 липня – Стейт Фарм Стедіум |       |           |           |  |  |       |       |
|  | Канада                             | 2                        |                              |       |           |           |  |  |       |       |
|  | Канада                             | 2                        | Гаїті                        | 0     |           |           |  |  |       |       |
|  | 29 червня – NRG-Стедіум            |                          | Гаїті                        | 0     |           |           |  |  |       |       |
|  |                                    | Мексика дч               | 1                            |       |           |           |  |  |       |       |
|  | Мексика пен.                       | Мексика дч               | 1                            | 1 (5) |           |           |  |  |       |       |
|  | Мексика пен.                       |                          | 7 липня – Солджер-філд       | 1 (5) |           |           |  |  |       |       |
|  | Коста-Рика                         | 1 (4)                    |                              |       |           |           |  |  |       |       |
|  | Коста-Рика                         | 1 (4)                    | Мексика                      | 1     |           |           |  |  |       |       |
|  | 30 червня – Лінкольн Файненшл філд |                          | Мексика                      | 1     |           |           |  |  |       |       |
|  |                                    | США                      | 0                            |       |           |           |  |  |       |       |
|  | Ямайка                             | США                      | 0                            | 1     |           |           |  |  |       |       |
|  | Ямайка                             | 3 липня – Nissan Стедіум |                              | 1     |           |           |  |  |       |       |
|  | Панама                             | 0                        |                              |       |           |           |  |  |       |       |
|  | Панама                             | 0                        | Ямайка                       | 1     |           |           |  |  |       |       |
|  | 30 червня – Лінкольн Файненшл філд |                          | Ямайка                       | 1     |           |           |  |  |       |       |
|  |                                    | США                      | 3                            |       |           |           |  |  |       |       |
|  | США                                | США                      | 3                            | 1     |           |           |  |  |       |       |
|  | США                                |                          |                              | 1     |           |           |  |  |       |       |
|  | Кюрасао                            | 0                        |                              |       |           |           |  |  |       |       |
|  | Кюрасао                            | 0                        |                              |       |           |           |  |  |       |       |

## Нагороди
| Володар Золотого кубка КОНКАКАФ 2019 |
| ------------------------------------ |
| Мексика Восьмий титул                |

- «Золотий м'яч»:  Рауль Хіменес[31]
- «Золотий бутс»:  Джонатан Девід[32]
- «Золота рукавичка»:  Гільєрмо Очоа[33]
- Найкращий молодий гравець:  Крістіан Пулишич[34]
- Нагорода Fair Play:  США[35]

### Символічна збірна
| Воротар         | Захисники                                                      | Півзахисники                                                                               | Нападники       |
| --------------- | -------------------------------------------------------------- | ------------------------------------------------------------------------------------------ | --------------- |
| - Гільєрмо Очоа | - Луїс Родрігес - Карлос Сальседо - Ерон Лонг - Хесус Гальярдо | - Майкл Бредлі - Андрес Гвардадо - Джонатан дос Сантос - Джонатан Девід - Крістіан Пулишич | - Рауль Хіменес |

## Статистика

### Бомбардири
Протягом турніру було забито  96 голів у 31 матчах, з середнім показником 3.1 голів за матч.
6 голів
- Джонатан Девід

5 голів
- Лукас Кавалліні
- Рауль Хіменес

4 голи
- Уріель Антуна

3 голи
- Нілл Деннс
- Крістіан Пулишич
- Г'ясі Зардес

2 голи
- Накі Веллс
- Джуніор Гойлетт
- Еліас Агілар
- Дюкенс Назон
- Францді П'єрро
- Рубіліо Кастільйо
- Девер Орджилл
- Шамар Ніколсон
- Андрес Гвардадо
- Пол Арріола
- Тайлер Бойд
- Аарон Лонг
- Вестон Маккенні

1 гол
- Данте Леверок
- Лехуан Сіммонс
- Скотт Арфілд
- Селсо Борхес
- Аллан Крус
- Майрон Джордж
- Браян Ов'єдо
- Браян Руїс
- Альваро Саборіо
- Леандро Бакуна
- Юрієн Гарі
- Нельсон Бонілья
- Джимі Алексіс
- Ерве Базіль
- Вільд-Дональд Гер'є
- Стівен Саба
- Браян Акоста
- Хорхе Альварес
- Еміліо Ісагірре
- Ентоні Лосано
- Деміон Лоу
- Даррен Меттокс
- Стефан Аболь
- Жорді Делєм
- Кевін Фортуне
- Йоріс Марво
- Кевін Парсемен
- Роберто Альварадо
- Джонатан дос Сантос
- Фернандо Наварро
- Дієго Реєс
- Алексіс Вега
- Абдієль Арройо
- Едгар Барсенас
- Армандо Купер
- Ерік Девіс
- Габрієль Торрес
- Кевін Ноліно
- Джозі Алтідор

1 автогол
- Теренс Ванкотен (проти Панами)
- Мануель Росас (проти Гаїті)

### Фінальний рейтинг
Відповідно до статистичної традиції матчі, виграні в додатковий час, зараховуються до перемог і поразок відповідно, а матчі, виграні в серії пенальті, зараховуються до нічиїх.
| Поз | Команда            | І | В | Н | П | ГЗ | ГП | РГ  | О  | Раунд           |
| --- | ------------------ | - | - | - | - | -- | -- | --- | -- | --------------- |
| 1   | Мексика            | 6 | 5 | 1 | 0 | 16 | 4  | +12 | 16 | Чемпіон         |
| 2   | США (H)            | 6 | 5 | 0 | 1 | 15 | 2  | +13 | 15 | Фіналіст        |
|     |                    |   |   |   |   |    |    |     |    |                 |
| 3   | Гаїті              | 5 | 4 | 0 | 1 | 9  | 5  | +4  | 12 | Півфіналісти    |
| 4   | Ямайка (H)         | 5 | 2 | 2 | 1 | 6  | 6  | 0   | 8  | Півфіналісти    |
|     |                    |   |   |   |   |    |    |     |    |                 |
| 5   | Коста-Рика (H)     | 4 | 2 | 1 | 1 | 8  | 4  | +4  | 7  | Чвертьфіналісти |
| 6   | Канада             | 4 | 2 | 0 | 2 | 14 | 6  | +8  | 6  | Чвертьфіналісти |
| 7   | Панама             | 4 | 2 | 0 | 2 | 6  | 4  | +2  | 6  | Чвертьфіналісти |
| 8   | Кюрасао            | 4 | 1 | 1 | 2 | 2  | 3  | −1  | 4  | Чвертьфіналісти |
|     |                    |   |   |   |   |    |    |     |    |                 |
| 9   | Сальвадор          | 3 | 1 | 1 | 1 | 1  | 4  | −3  | 4  | Груповий етап   |
| 10  | Гондурас           | 3 | 1 | 0 | 2 | 6  | 4  | +2  | 3  | Груповий етап   |
| 11  | Бермудські Острови | 3 | 1 | 0 | 2 | 4  | 4  | 0   | 3  | Груповий етап   |
| 12  | Мартиніка          | 3 | 1 | 0 | 2 | 5  | 7  | −2  | 3  | Груповий етап   |
| 13  | Гаяна              | 3 | 0 | 1 | 2 | 3  | 9  | −6  | 1  | Груповий етап   |
| 14  | Тринідад і Тобаго  | 3 | 0 | 1 | 2 | 1  | 9  | −8  | 1  | Груповий етап   |
| 15  | Нікарагуа          | 3 | 0 | 0 | 3 | 0  | 8  | −8  | 0  | Груповий етап   |
| 16  | Куба               | 3 | 0 | 0 | 3 | 0  | 17 | −17 | 0  | Груповий етап   |

## Спонсори
- Allstate
- Camarena Tequila
- Cerveza Modelo de México
- Nike
- Bank of Nova Scotia
- Sprint Corporation
- Toyota
- Valvoline

## Телеправа

### КОНКАКАФ
| Країна | Транслятор                                  | Прим   |
| --- | ------------------------------------------- | ------ |
| США | Fox Sports (англійською)                    | [ 38 ] |
| США | Univision (іспанською)                      | [ 39 ] |
| Коста-Рика | Repretel                                    |        |
| Коста-Рика | Teletica                                    |        |
| Ямайка | TVJ                                         |        |
| Канада | TSN (англійською)                           | [ 40 ] |
| Канада | RDS (французькою)                           |        |
| Центральна Америка - Коста-Рика (co-host) - Домініканська Республіка - Сальвадор - Гватемала - Гондурас - Нікарагуа - Панама | - Televisa - Sky Sports                     |        |
| Мексика | - Televisa - Sky Sports                     |        |
| ESPN | [ 41 ] [ 42 ]                               |        |
| Imagen Televisión |                                             |        |
| TV Azteca |                                             |        |
| Сальвадор | TCS                                         |        |
| Гватемала | Canal 3, Televisiete, Teleonce, Trecevisión |        |
| Гондурас | Televicentro                                |        |
| Панама | TVMax                                       |        |
| Панама | TVN                                         |        |

### Інші країни
|                       | Транслятор   | Прим   |
| --------------------- | ------------ | ------ |
| Австрія               | DAZN         | [ 43 ] |
| Бразилія              | DAZN         | [ 43 ] |
| Німеччина             | DAZN         | [ 43 ] |
| Іспанія               | DAZN         | [ 43 ] |
| Швейцарія             | DAZN         | [ 43 ] |
| Балканський півострів | Sport Klub   |        |
| Ірландія              | FreeSports   | [ 44 ] |
| Велика Британія       | FreeSports   | [ 44 ] |
| Ізраїль               | Charlton     |        |
| Нідерланди            | Fox Sports   | [ 45 ] |
| Норвегія              | TV2          |        |
| Португалія            | Sport TV     |        |
| Росія                 | Матч ТВ      |        |
| Сінгапур              | StarHub      | [ 46 ] |
| Словаччина            | Arena Sport  | [ 47 ] |
| Швеція                | C More Sport |        |
| Таджикистан           | TV Varzish   |        |
| Туреччина             | D-Smart      |        |